# 丽蝇号布雷巡洋舰
丽蝇号是德意志帝国海军于第一次世界大战期间建造的两艘丽蝇级布雷巡洋舰的首舰，其唯一的姊妹舰为牛虻号。舰只于1915年在斯德丁的伏尔铿船厂开始架设龙骨，并于1915年12月下水，至1916年4月投入公海舰队使用。丽蝇号的主舰炮为四门150毫米45倍径速射炮，并可携带多达400枚水雷。
尽管丽蝇号是按布雷舰要求设计，但德国海军从未用其执行此单一任务。1917年10月，丽蝇号及其姊妹舰受命袭击一支前往挪威的英国护航船队。它们击沉了两艘护航驱逐舰以及船队十二艘商船中的九艘。德国海军也曾考虑派遣这两艘舰袭击大西洋的护航船队，但在海上加油等相关困难令德国人放弃了这项计划。在停战协定生效后，丽蝇号被列入了扣押至斯卡帕湾的舰只名单中，并于1919年6月21日跟随舰队在海军少将路德维希·冯·罗伊特的指挥下集体自沉。丽蝇号沉没在深水中，并与沉没在那里的大多数舰只不同，它的残骸从未进行打捞报废。

## 设计

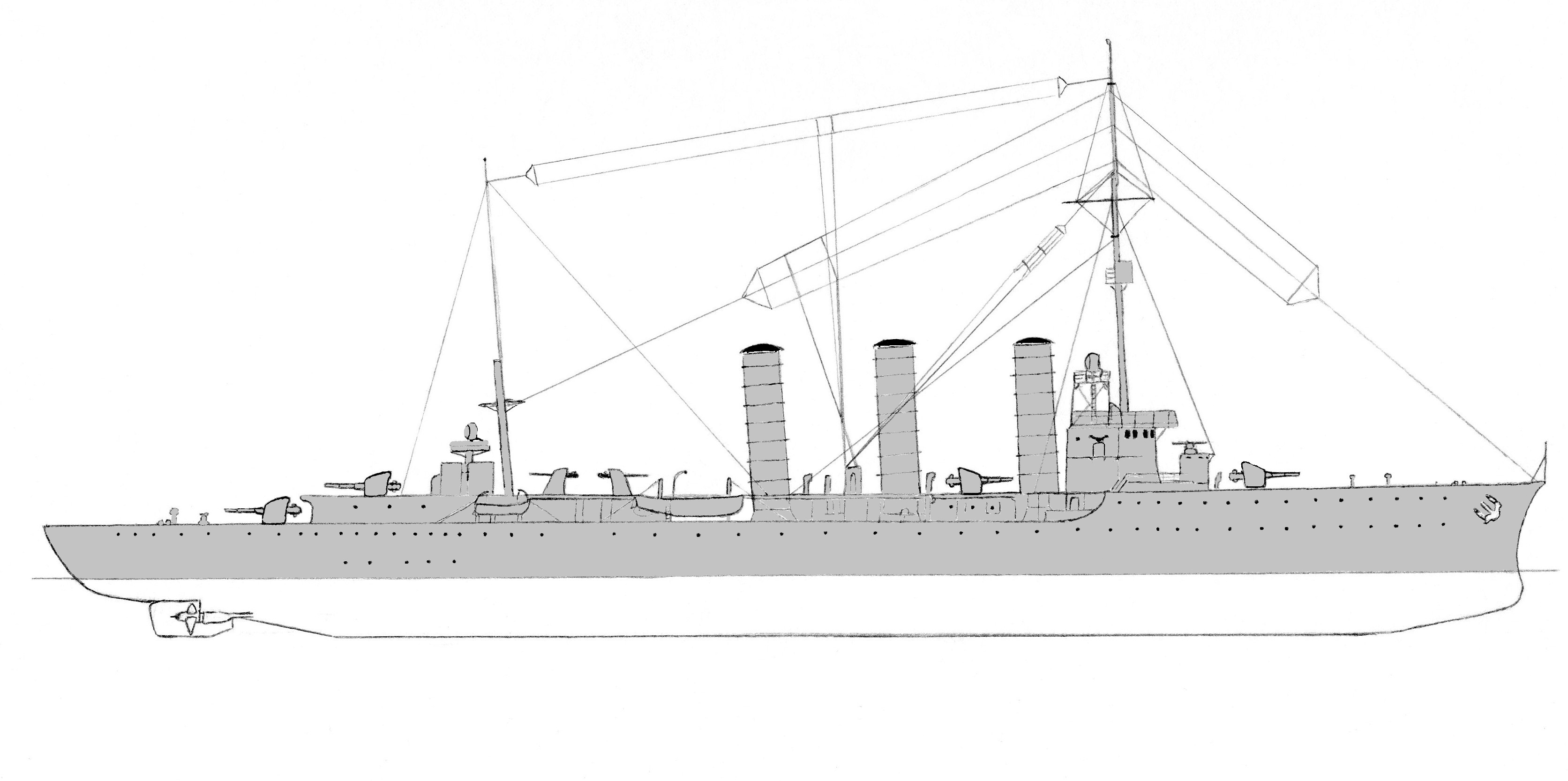
丽蝇级舰只平面图

丽蝇号是作为新增编入舰队的布雷巡洋舰而以“新造C舰”为代号进行订购，并于1915年在斯德丁的伏尔铿船厂开始架设龙骨，建造编号为422。它于1915年12月11日下水，继而展开舾装工作。至1916年4月2日，舰只正式投入公海舰队使用。
丽蝇号的全长为140.4（460英尺8英寸），有13.2（43英尺4英寸）的舷宽和6（19英尺8英寸）的前吃水。在满载情况下，舰只的排水量可达5,856公噸（5,764長噸）。其推进系统由两套蒸汽轮机组成，以驱动两副直径为3.5（11英尺6英寸）的三叶螺旋桨。舰只设计可输出33,000匹軸馬力（25,000千瓦特）的额定功率。它由两台燃煤水管锅炉和四台燃油水管锅炉提供动力，这使得舰只的最高速度为28節（52每小時），并可以12節（22每小時）的速度续航5,800海里（10,700）。但在实际应用中，舰只曾达到34節（63每小時）的极速。其标准船员编制则为16名军官和293名水兵。
丽蝇号配备有四门单座安装的150毫米45倍径速射炮；其中两门设于中心线前部，分居司令塔的前、后两侧，另外两门则以背负式成对安放在舰艉。这些炮管在发射45.3（100磅）炮弹的初速为840每秒（2,800英尺每秒）。炮管的仰角可提升至30°，使其可以瞄准最高达17,600（19,200碼）开外的目标。它们共提供600发弹药，其中每炮150发。舰只的防空武器由两门88毫米45倍径速射炮组成，均安装在烟囱后方的中心线上。丽蝇号还标配搭载有一对500（19.7英寸）鱼雷管和四枚鱼雷，安装在舰舯的旋转发射器内。根据布雷舰的设计，它们也可携带多达400枚水雷。在装甲方面，丽蝇号受到40（1.6英寸）厚的水线装甲带保护；司令塔的侧面有100（3.9英寸）厚，而甲板的厚度为15（0.59英寸）。

## 服役历史
丽蝇号于1916年5月便已完成整备加入公海舰队服役，但它并未随舰队大部一同参加当年底爆发的日德兰海战。1917年秋，时任公海舰队总司令的海军上将赖因哈德·舍尔决定利用水面进攻作为对潜艇战的补充，袭击前往挪威的英国护航船队。除了破坏英国的航运外，舍尔还试图通过此举转移其集结在大西洋战区的护航U艇。受海军中校马克斯·莱昂哈尔迪指挥的丽蝇号、以及受海军中校西格弗里德·韦斯特坎普指挥的牛虻号，被选中参加首次类似行动。它们的高航速和大行动半径，加上与英国轻巡洋舰的相似性，使它们非常适合这项任务。为了筹备袭击，它们的船员还将舰只漆成深灰色，以进一步伪装成英国舰只。
10月17日拂晓后一个半小时，丽蝇号与牛虻号在勒威克以东约70海里（130）处袭击了一支西行的英国护航船队。船队由十二艘商船组成，并受到驱逐舰强弓号、玛丽玫瑰号以及两艘武装拖网渔船的护航。德国人的伪装发挥了作用，使英国驱逐舰最初认为对方是友舰。它们闪出识别信号，直至德国人在2,700（8,900英尺）的范围内开火。强弓号被迅速击沉，而当玛丽玫瑰号匆促应战时，同样遭到击沉。随后，德国人又迅速摧毁了九艘商船；仅两艘拖网渔船和三艘商船成功逃脱。直至丽蝇号和牛虻号返航期间，英国海军部才获悉此次袭击事件。德皇威廉二世甚至开香槟庆祝袭击的成果。两艘舰只的成功、以及英国承诺加重航运的防御，使得舍尔于1918年4月尝试以整个公海舰队袭击一支防卫严密的护航船队，但未获成功。
在战争后期，德国海军参谋本部曾考虑派遣丽蝇号和牛虻号进入大西洋执行通商破坏。它们应与补给舰一同在亚速尔群岛附近行动。由于中部大西洋超出了潜艇的常规巡航范围，因此船队在该地区的防御相对薄弱。然而，在确定了海上加油的难度过大之后，海军参谋本部取消了这一计划。当时存在的另一个问题是，当舰只的航行速度超过20節（37每小時）时会放出红色的火花云，这不利于在夜间躲避协约国舰只。1918年10月，丽蝇号本将作为公海舰队的一份子参加最终决战，但行动由于威廉港兵变的爆发而取消，丽蝇号随后被转移至萨斯尼茨。
随着德国于1918年11月投降，丽蝇号、牛虻号与公海舰队最具现代化的单位一起，被协约国列入扣押至斯卡帕湾的指定舰只。这些舰只于11月21日在海军少将路德维希·冯·罗伊特的指挥下，排成纵队驶离德国。它们在海上与由370艘英国、美国和法国军舰组成的联合舰队会合后，于当天晚些时候抵达福斯湾，并于25日至27日间被护送至斯卡帕湾。抵达后，所有的无线电设备都从舰上拆卸出来，舰炮的炮闩也被移除以防不轨。船员数量则裁减至最低标准。
在落实《凡尔赛条约》的谈判过程中，舰队仍然维持扣押状态。罗伊特推断英国方面将于1919年6月21日，即谈判到期而无法达成协议的情况下会强占德国军舰，却不知截止日期已被延长至6月23日。为了防止这种情况，他决定第一时间凿沉己方舰只。6月21日上午，英国舰队离开斯卡帕湾进行训练演习；罗伊特于11:20向全体德国军舰下达了自沉命令。丽蝇号于13:05沉没；它从未进行打捞报废，至今仍留存在斯卡帕湾底部。2017年，奥克尼考古研究中心（Orkney Research Center for Archaeology）的海洋考古学家对丽蝇号和该地区的其它九艘沉船展开了广泛调查，其中包括另外六艘德国军舰和三艘英国军舰。考古学家用声纳绘制了这些沉船的地图，并利用遙控潛水器对它们进行检查，以确定这些残骸是如何被侵蝕的。